# Cuscute (bande dessinée)
Cuscute est une série de bande dessinée humoristique créée par Joëlle Savey, mettant en scène un poète sous Louis-Philippe Ier. Elle paraît dans Triolo puis chez Fleurus.

## Historique de la série
Cette série est dessinée et scénarisée par Joëlle Savey. Elle est prépubliée par la revue Triolo à partir de 1982, et paraît ensuite en albums à partir de 1987, aux éditions Fleurus.

## Trame
Cuscute est un poète, appelé aussi « Cuscute le Pouete », à l'époque de la Monarchie de Juillet. Il a du mal à vivre de sa poésie, et connaît des aventures invraisemblables. Ses deux compagnons sont Phlox, un montreur d'ombres chinoises, et Charles Kroquekoffre, un brave homme, ancien bagnard.

## Personnages
- Cuscute, personnage principal de la série, poète et aventurier, roux, avec de petites lunettes[2].
- Phlox, montreur d'ombres chinoises, ami de Cuscute[3].
- Charles Kroquekoffre, brave homme, ancien bagnard, ami de Cuscute[3].

## Jugements sur la série
Henri Filippini juge que Cuscute est un « héros bien sympathique », et que Joëlle Savey l'anime avec talent et humour, d'un trait « à la fois précis, rapide, clair et chaleureux ».

## Publication

### Périodiques
La série est prépubliée dans Triolo à partir de 1982 ou 1983.

### Albums
1. La Cathédrale engloutie, Fleurus, avril 1987, 44 planches  (ISBN 2-215-00933-0).
2. Les yeux de jade, Fleurus, novembre 1987, 44 planches  (ISBN 2-215-01034-7).
3. Tro Breizh?